# Purperbuiklori
De purperbuiklori (Lorius hypoinochrous) is een vogel uit de familie Psittaculidae (papegaaien van de Oude Wereld).

## Verspreiding en leefgebied
Deze soort komt voor in oostelijk Nieuw-Guinea en de Bismarck-archipel en telt drie ondersoorten:
- L. h. devittatus: zuidoostelijk Nieuw-Guinea, de Bismarck-archipel, Trobriand-eilanden, D'Entrecasteaux-eilanden en Woodlark.
- L. h. hypoinochrous: Misima en Sudest (centrale Louisiaden).
- L. h. rosselianus: Rossel (oostelijke Louisiaden).

## Status
De grootte van de populatie is niet gekwantificeerd maar de soort wordt omschreven als zeer algemeen. Op de Rode lijst van de IUCN heeft deze soort de status niet bedreigd.